# 燈光控制系統
照明控制系统是一种基于智能网络的照明控制解决方案。照明控制系统的作用是當室內或室外空間開始灰暗時燈光能及時亮起。照明控制系统广泛應用于商业、工业設施和住宅空间的室内和室外照明。采用照明控制系统是为了最大限度地節約能源。